# Oliver Gill
Oliver David Gill, född 15 september 1990 i England, är en engelsk fotbollsback som tidigare spelade för den engelska klubben Manchester United. Han är son till Uniteds verkställande direktör David Gill
År 2011 lämnade Gill Manchester United för att studera vid Durham University.